# Левин, Рувим Яковлевич
Рувим Яковлевич Левин (1898, Крупки, Могилёвская губерния — 30 октября 1937, Москва) — советский государственный деятель, председатель Госплана РСФСР (1929—1930).

## Биография
С 1915 года член РСДРП (б). В 1915−1916 годах учился в Могилёвском учительском институте.
С сентября 1917 года по июль 1918 года являлся заместителем председателя Исполнительного комитета Царицынского городского Совета.
С июля 1918 года после гибели Якова Зельмановича Ермана стал председателем исполнительного комитета Царицынского городского Совета.
С сентября 1918 года по май 1920 года являлся председателем Царицынского губернского комитета РКП(б).
С января 1921 года по июнь 1922 года — председатель исполнительного комитета Ярославского губернского Совета.
В 1922 году назначен помощником начальника управления налогами и государственными доходами Народного комиссариата финансов РСФСР.
В 1924 году становится начальником управления налогами и государственными доходами Народного комиссариата финансов РСФСР.
В 1924−1929 годах — заместитель Народного комиссара финансов РСФСР.
С 13 марта по 18 июля 1929 года — председатель Организационного комитета Президиума ВЦИК по Северному краю.
С 18 июля 1929 года по 31 октября 1930 года — председатель Государственной плановой комиссии при Экономическом Совете РСФСР.
В 1929−1930 годах — член Президиума Государственной плановой комиссии при СНК СССР.
В 1930−1937 годах — заместитель Народного комиссара финансов СССР.
До июля 1937 года являлся управляющим Банком финансирования капитального строительства промышленности, транспорта и связи СССР (Промбанк).
31 июля 1937 года был арестован, обвинен в участии в антисоветской террористической организации. 30 октября 1937 года был расстрелян в Москве.
Реабилитирован посмертно 7 апреля 1956 года определением Военной коллегии Верховного суда СССР.